# Râul Motnăul Mic
Râul Motnăul Mic este un curs de apă, afluent al râului Motnău. 